# 騒音

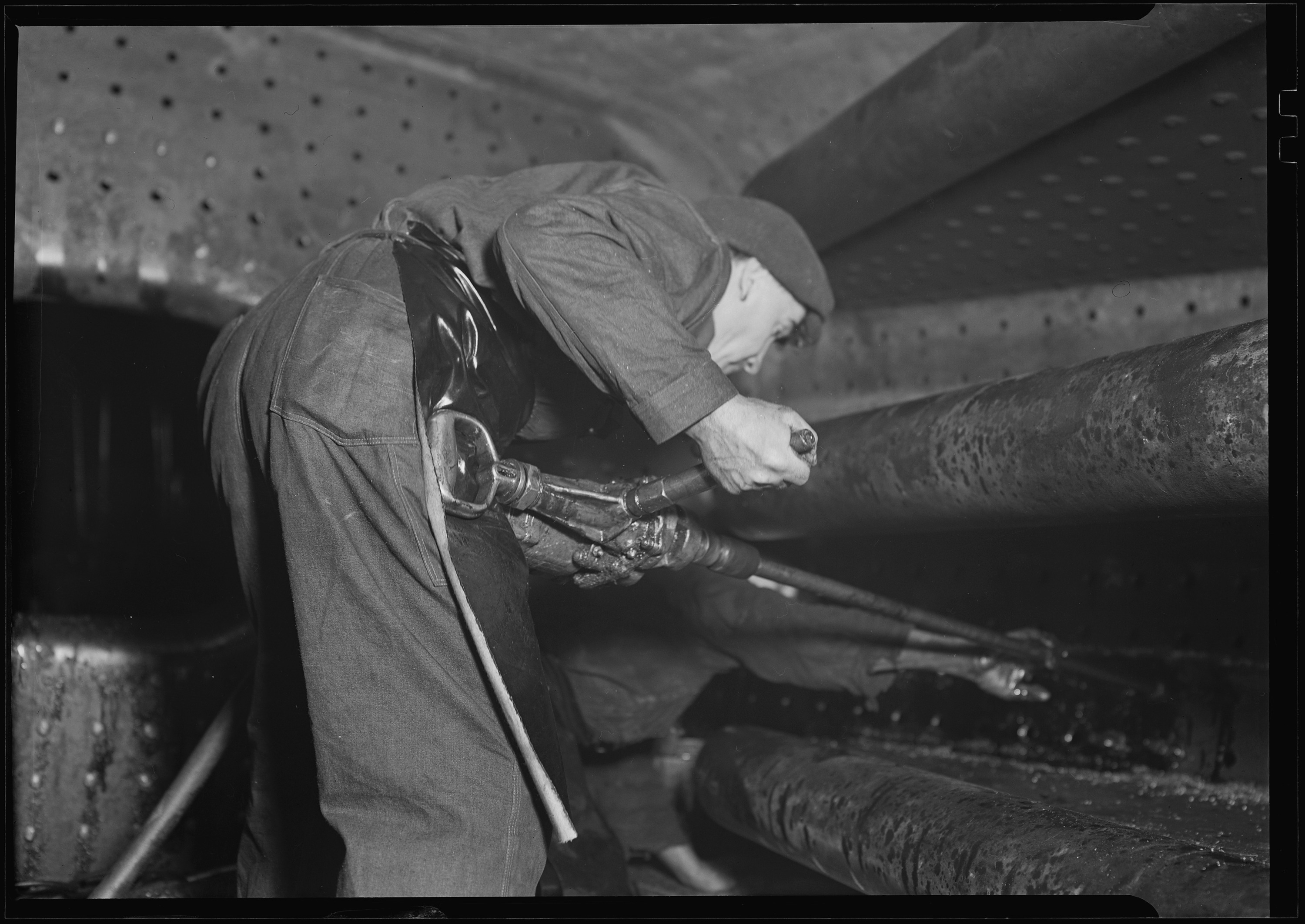
労働安全衛生規則第13条より「ボイラー製造等強烈な騒音を発する場所における業務」

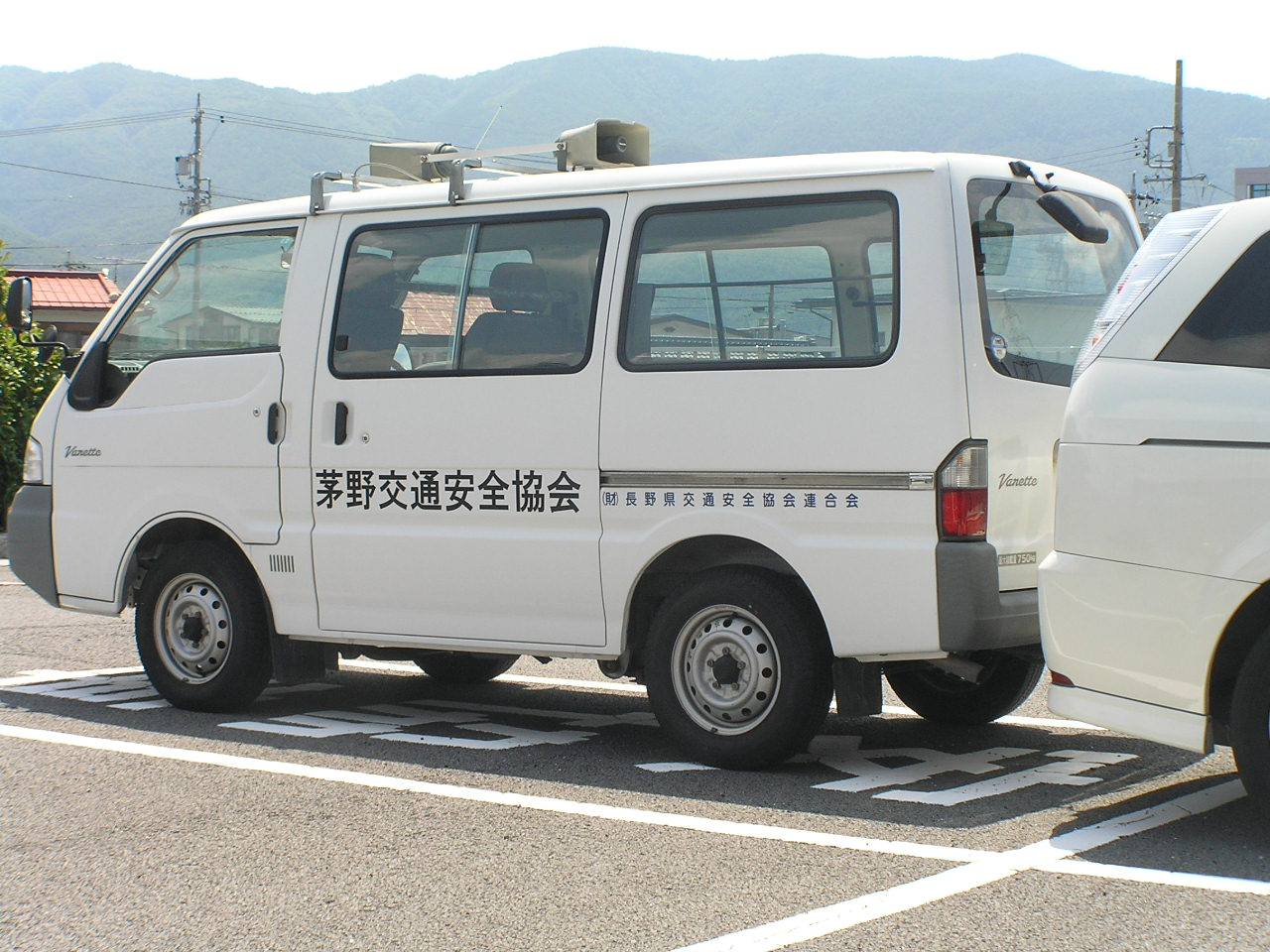
拡声器を付けた車

騒音（そうおん、英語: noise pollution）とは、人の耳に聴こえてくる不快な音（音波）を指す。
健康及び生活環境に影響を及ぼし、典型七公害の一つとされ、事件・裁判となる場合がある。

## 概要
騒音は、不快で好ましくない音であり、音量のような物理量で計測することができるが、感覚に基づくものでもある。例えばオックスフォード英語辞典では、騒音の定義について「望ましくない音」と説明している。また、騒音問題を国際的に扱う際には「騒音」の語義が持つニュアンスが、諸言語において僅かずつ異なることが問題となる。
騒音規制の法律には、公衆を擾乱する特定の音を発する行為を規制するタイプと、音の物理的な特性に基づいて騒音評価方法とその基準値を定めて規制するタイプがある。前者は騒音の量的測定が可能になる以前から存在する、伝統的な騒音問題への対処方法であり、おおまかな世論を含んだ質的な規制といえる。後者は「一定以上の大きい音=騒音」という量的な評価に基づくが、日本の国立環境研究所の調査では、音量に関わりなく、望ましくない音は『騒音』として苦情の対象となりえる。
激しい騒音は人体、特に聴力に対し物理的な損傷を与える。労働安全衛生の場では医学的見地から、20世紀後半より世界各地で騒音に対する量的基準が制定されている。また、交通騒音などの環境騒音についても、環境性睡眠障害や心疾患等の罹患率・有病率の上昇が認められることから、世界保健機関およびWHO欧州事務局がガイドラインを定めている。

## 騒音の分類
騒音公害は、発生源の種類等によって工場・事業場騒音、建設作業騒音、自動車騒音、鉄道騒音、航空機騒音、その他（生活騒音、低周波音等）に分類される。また、自動車騒音、鉄道騒音、航空機騒音などは交通騒音とも分類される。
工場・事業場騒音、建設作業騒音、生活騒音など、交通騒音以外の騒音を環境騒音と分類している例が見受けられる。しかし、国際的には、住民が影響を受けるような騒音はすべて環境騒音（Environmental Noise，Community Noise）であり、騒音職場での騒音（Occupational Noise）と区別されている。

## 交通騒音

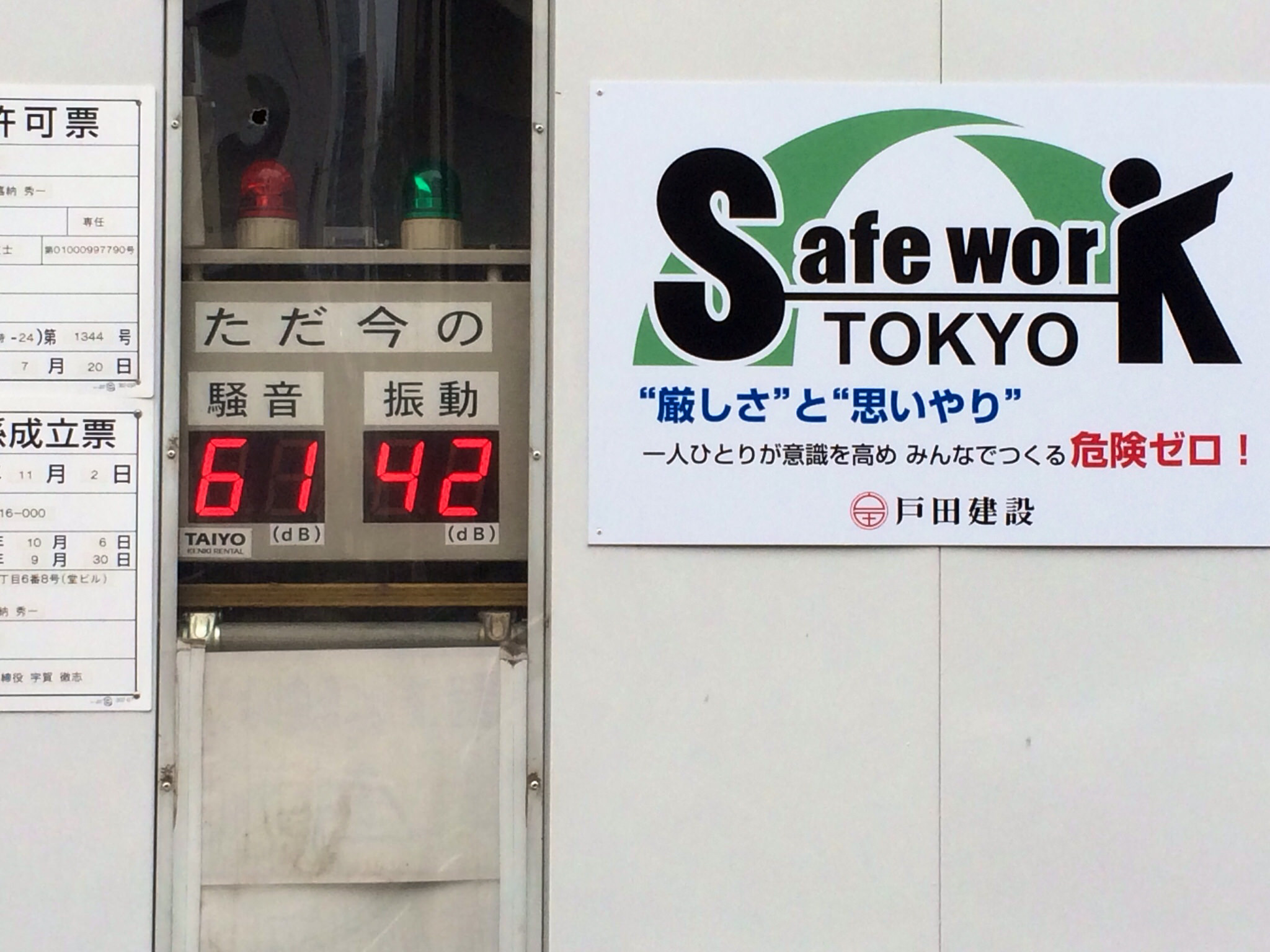
建設工事現場に設置された騒音・振動表示器

自動車、鉄道（特に鉄軌条・鉄輪のもの）、航空機などの乗り物から発生する騒音。
- これらは特別な対策が取られていない場合、重量が大きく速度が高いほど（移動に要するエネルギーが大きいほど）騒音は大きくなる。
- 原動機がむき出しの場合は騒音が大きい。
- 自動二輪車でもマフラーの消音性能不足や、スロットルを開けた際（トルク、加速の急増時）に騒音が大きくなる。

### 主な事件・裁判

#### 航空機騒音

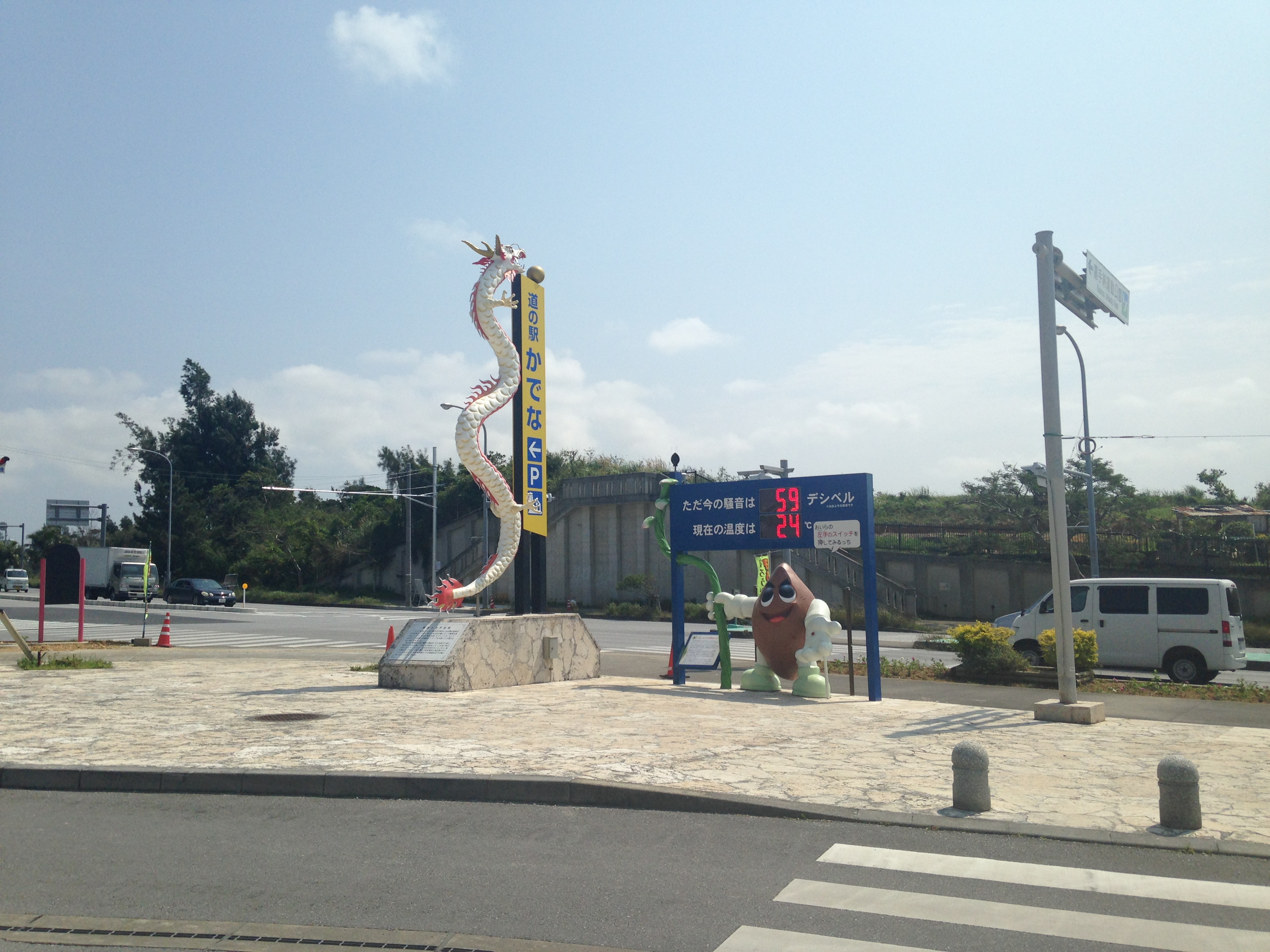
嘉手納飛行場に近い道の駅かでなに設置された騒音計

- 1970年代：成田空港問題（成田空港反対闘争）
- 1975年（昭和50年）以降：航空自衛隊小松基地訴訟
- 1976年（昭和51年）：福岡空港訴訟
- 1980年（昭和55年）以降：横田基地、厚木基地、嘉手納基地、普天間基地、岩国基地を巡る裁判
- 1981年（昭和56年）：大阪国際空港訴訟

#### 鉄道騒音
- 1974年（昭和49年）：名古屋新幹線訴訟
- 1994年（平成6年） - 2006年（平成18年）：小田急訴訟（東京都世田谷区 騒音のほか振動、日照権を含む）

## 工場・事業場騒音
工場・事業場内の機械や装置、工場敷地内を走行する自動車や作業車両から発生する騒音

## 建設作業騒音
建設作業に用いる建設機械や建設機材、建設作業場内を走行する自動車や作業車両から発生する騒音

## 生活騒音
生活騒音とは、人間の生活（行動・行為）に伴って発生する騒音。
自宅・団地内・居住地で聞こえる騒音や、営業騒音（カラオケ装置等の営業機器、商業宣伝・選挙等用の拡声器）、テレビ・音響機器等、事業所や家庭における空調設備など屋外に設置される機器による騒音など、上記以外の騒音である。住宅地において道路で遊ぶ人たちを道路族と称し、SNSなどで騒音被害を訴える投稿が増えていると報道されている。騒音被害を苦にしてマイホームを手放した例もあるという。
東京都環境局では、生活騒音として次の5つを分類している。
- 家庭用機器からの騒音 - 冷蔵庫、掃除機などの音
- 家庭用設備、住宅構造面からの騒音 - ドアの開閉音など
- 楽器、音響機器からの音 - ピアノ、カラオケ、ステレオ、テレビなどの音
- 生活行動に伴う音 - 話し声、足音、食器の音など
- その他 - ペットの鳴き声、風鈴の音など。建物外から入る自動車（主に警音器やエンジン音、タイヤロードノイズ等）の騒音など。

近所、公園、保幼小施設（保育所、幼稚園、小学校）などでは、子供の声が起きる。近年では苦情が上がる例がある。保幼小施設に対して「子供の声がうるさい」などの苦情が近隣住民から寄せられる事が増えており、中には裁判にまで及ぶ事例もある。

ドイツでも子供の声が騒音だと問題になったが2011年5月26日、ドイツ連邦議会において『「連邦イミシオン防止法を改正案」乳幼児、児童保育施設及び児童遊戯施設から発生する子どもの騒音への特権付与』を可決した。これ以前にもベルリン市など自治体レベルで同様の条例が可決している。2015年3月27日には東京都議会が子どもの声を都の騒音条例の数値規制の対象から外す東京都環境確保条例改正案を全会一致で可決した。

### 生活騒音の主な事件・裁判

#### 日本
- 1915年（大正4年）：横浜市で蓄音機の騒音がきっかけで傷害事件が発生する[24]。
- 1974年（昭和49年）：ピアノ騒音殺人事件
- 1989年（平成元年）：大阪地裁8月7日判決、地下鉄工事の騒音・振動等による精神的被害等につき損害賠償請求が認められた事例[25]
- 2005年（平成17年）
  - 奈良騒音傷害事件：通称「騒音おばさん」に懲役1年8か月の実刑判決。
  - ビルの解体工事に関する渋谷区騒音事件[26]
- 2008年（平成20年）10月25日：「足音がうるさい」と男性をナイフで切りつけ逮捕[27]。

#### 韓国
韓国の住宅はマンション等の集合住宅が大半であり、防音に弱い建物が多いため、住人同士の層間騒音トラブルが絶えない状況となっている。また芸能人の住宅でも騒音が増加しているという。
- 2021年9月27日：マンション夫婦殺害事件（全羅南道麗水市）[31]
- 2021年11月15日：脳損傷事件（仁川広域市）[32][33]。犯人には22年間の懲役刑が宣告された[33]。
- 2022年10月1日：高級マンション脅迫事件（ソウル特別市龍山区）[34]。
- 2022年11月20日：元シルム選手による傷害致死事件[30]

## 拡声器騒音
選挙カー等の街宣車、移動販売等の宣伝、案内放送など。

### 営業騒音

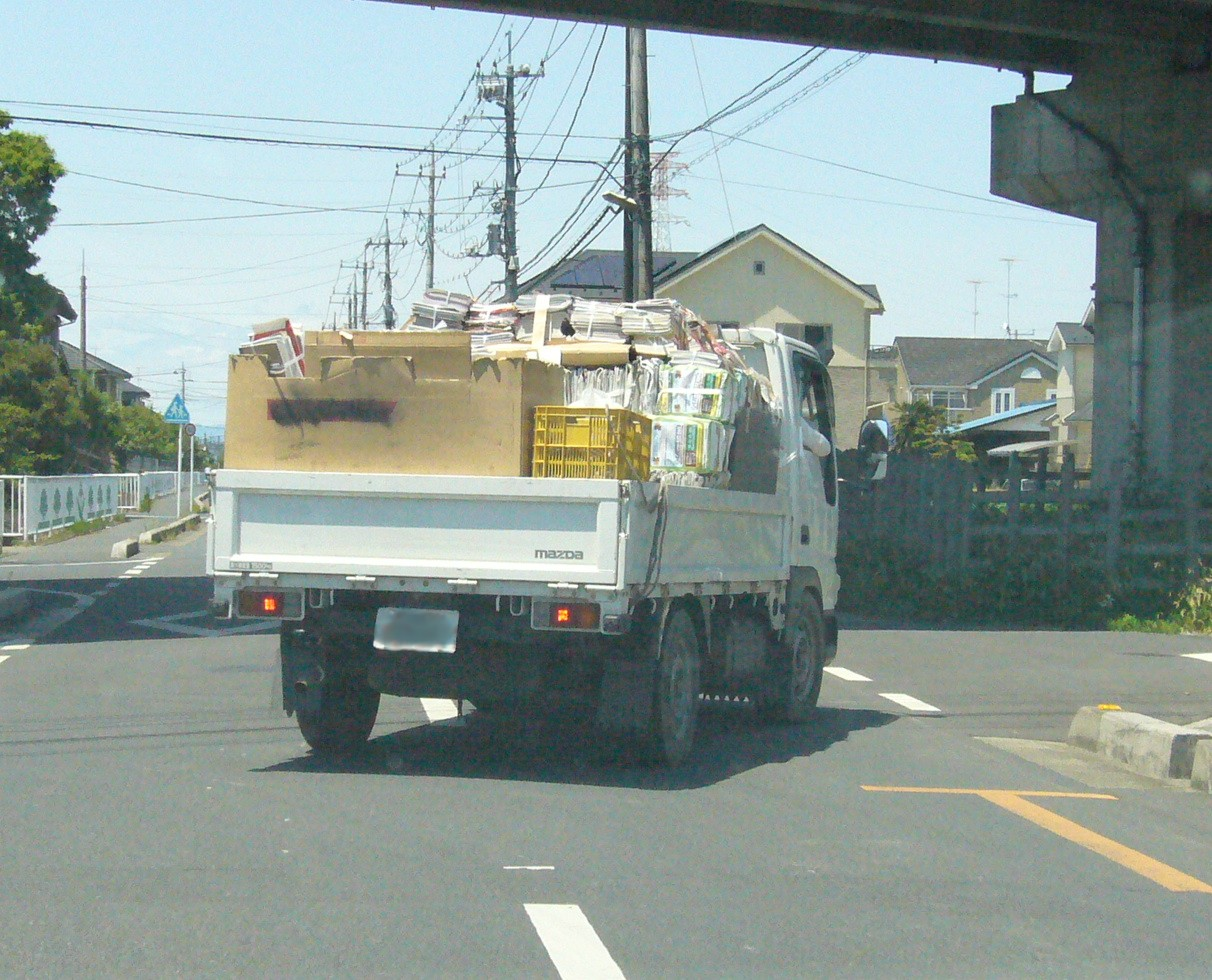
ちり紙交換

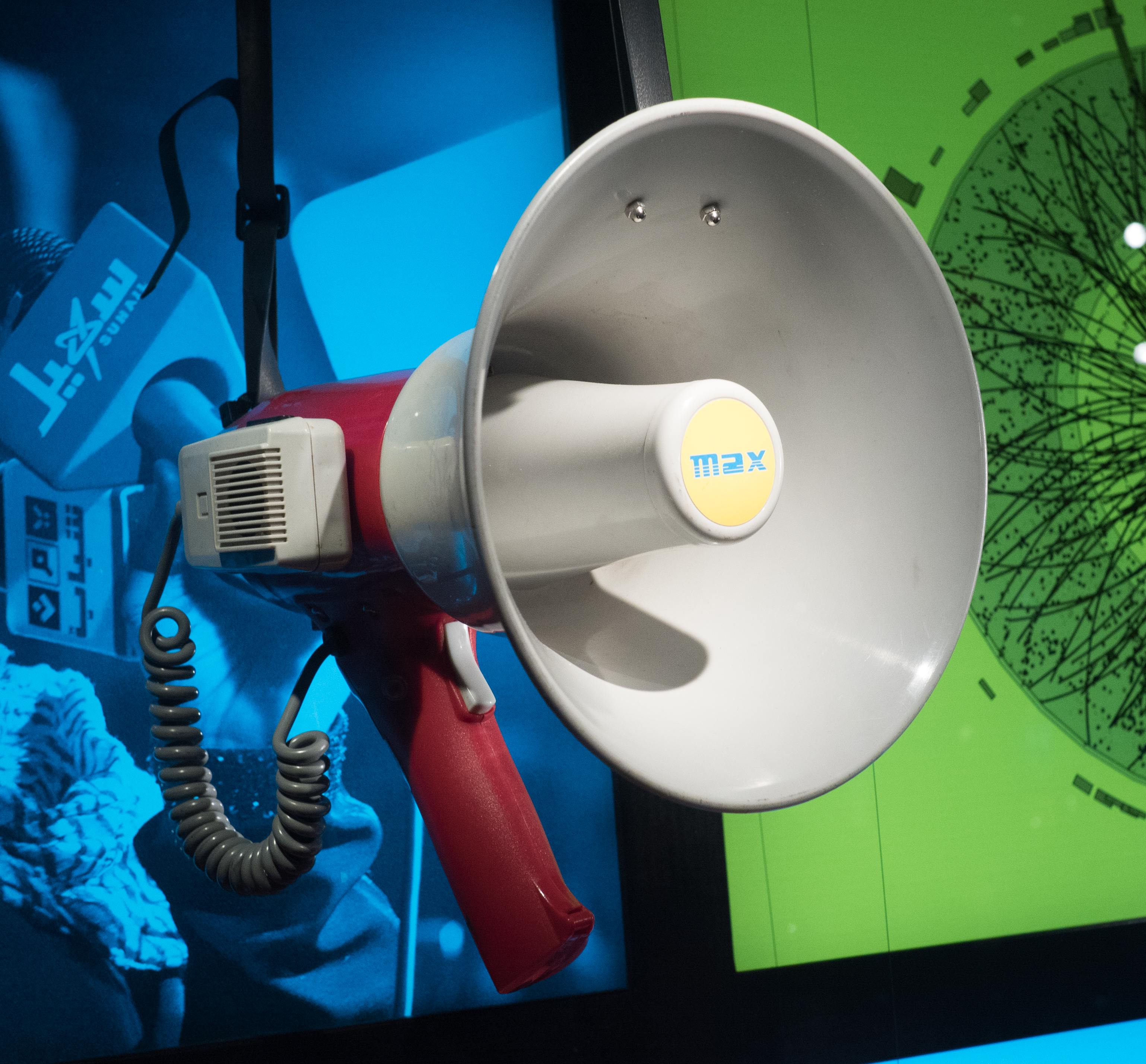
拡声器

店舗や住宅街における商業宣伝の拡声器使用について、1989年（平成元年）の旧環境庁の通達により、各都道府県に条例によって音量や使用方法の規制が設けられている。近年、住宅街を巡回する廃品回収車や移動販売車が増加していることから拡声機に係る騒音苦情の件数が増加傾向にあり、2009年度には前年比27.7%増と急増している。

### 防災無線

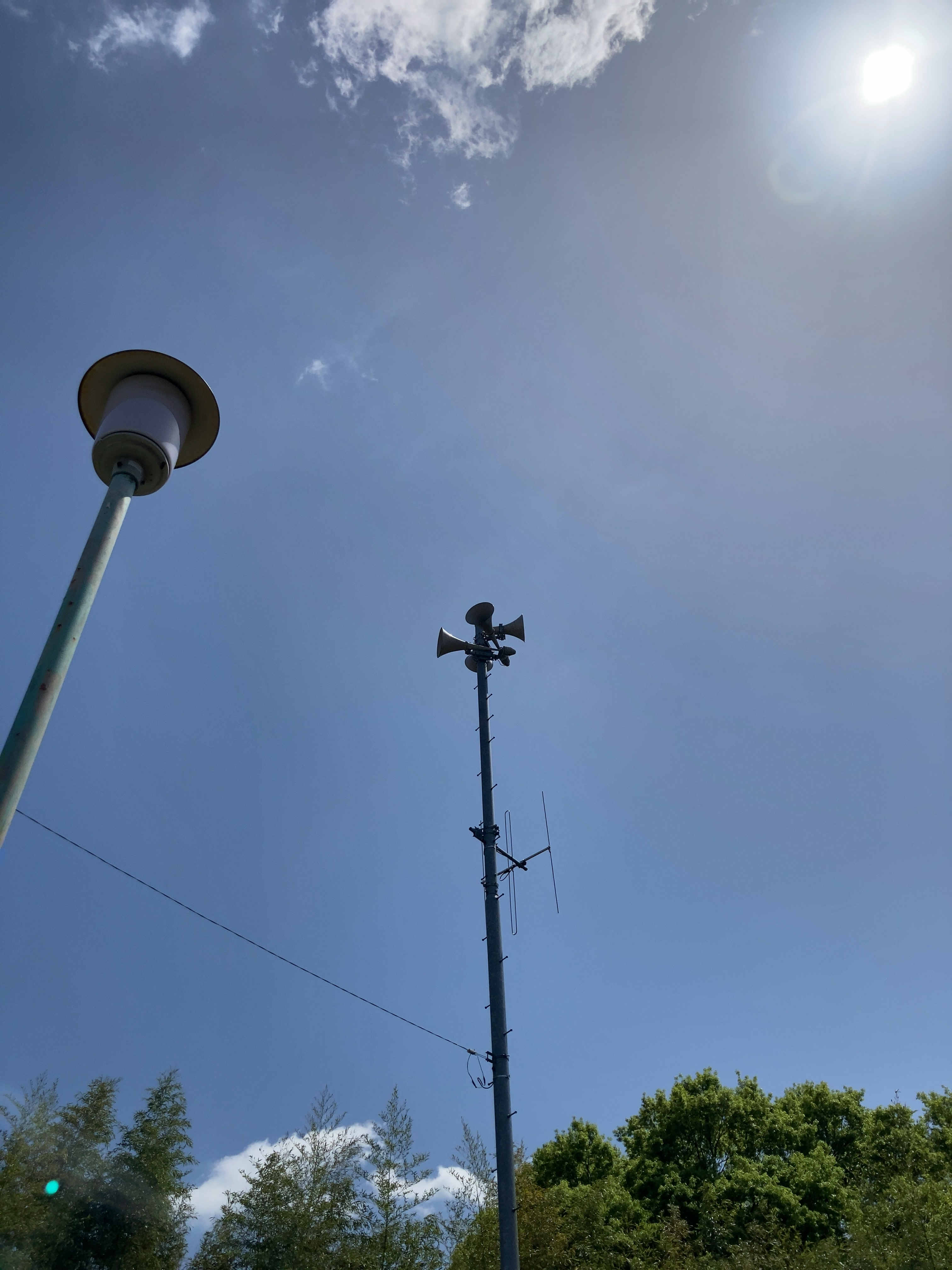
防災無線

自治体が運用する防災無線に対し騒音苦情が来るケースがある。防災無線は大音量であるため、時報のせいで赤ん坊が起きたり夜勤明けの人の睡眠の妨げになるなど、中には裁判に至ったものもある。

## 低周波騒音

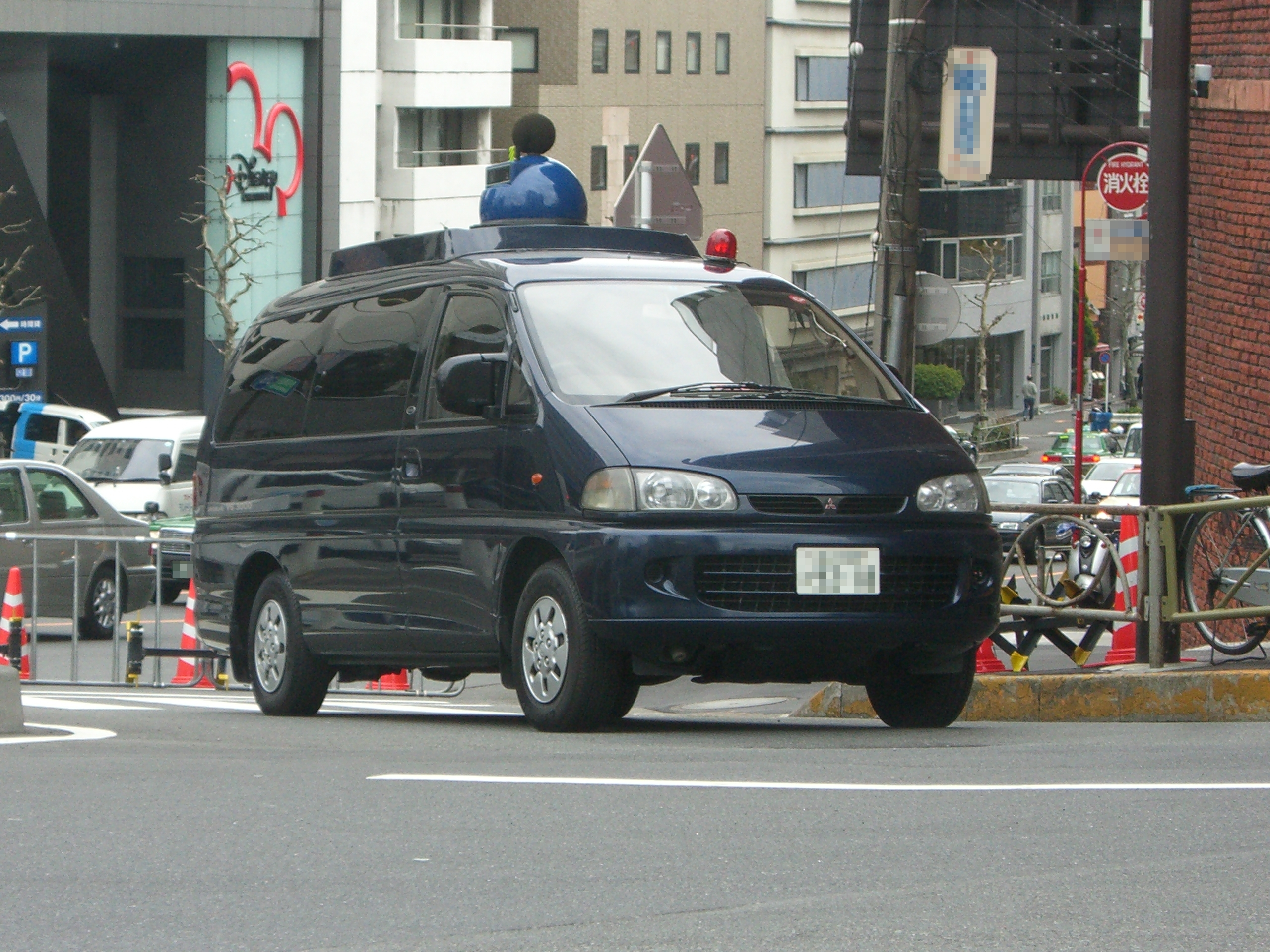
警視庁の騒音測定車
（街宣車の取締り）
都内桜田通り土器坂付近にて
（2006年2月27日撮影）

低周波音は200Hzあるいは100Hz以下の低い周波数帯域の音である。環境省は100Hz以下を低周波音としているが、国によっては200Hz以下としており、国際的な定義はない。低周波音の成分が卓越する騒音の場合、中高周波数帯域が卓越する騒音よりも、様々な住民影響が大きくなるため、より厳しい基準値が必要とされている。
成人の可聴周波数範囲の下限とされる20Hz以下の音は、超低周波音と国際的に定義されている。ただし、20Hz以下の音でも高い音圧レベルではヒトは知覚できる。また、上半規管列隙症候群のように、内耳に障害を持つ場合、低周波帯域の知覚特性は健常人よりも高感度となる。
東北新幹線の低周波影響においても、2014年3月のダイヤ改正によりE5新幹線・E6新幹線の最高速度が320km/hの17両による走行以降から宮城県大崎市古川の古川駅が新幹線の最寄り駅となる住人によりJR東日本に「生活に支障を来すようになった」と窮状による騒音対策が求められる報道が2017年9月になされた。住民からは夜の走行において走行に地響きが著しく、卓上のコップの水が大きく揺れるとダイヤ改正以前にはなかった現象から来ている。宮城県庁の調査でも70デシベルを越える値が出ていたものの、JR東日本側は「音源対策だけで70デシベル以下の騒音の環境基準をクリアするのは困難」として75デシベルの基準で通す方針であった。2ヶ月後の同年12月における低周波の結果では、高架橋から4メートルの民家2軒の内の1軒で屋外101デシベル、屋内93デシベルと比較的大きな値が出ている。これは給湯器など固定音源に適用される低周波の参照値（92デシベル）を越えており、住人代表の世話人からは「低周波の影響も考えられることが分かった。引き続き減速運転を求めていきたい」と述べている。また、大崎市議会議員の横山 悦子からも低周波確認を言及している。2019年3月5日には東北新幹線に対する騒音・振動を今度試験走行する試験車両に対しても要求を求めている。該当区間に吸音板を取り付けた騒音対策工事は実施したものの、平均値として1.6デシベルしか減少していない上に住民からの振動の改善は実感がないとしている。同月20日には宮城県・大崎市でデータを取りまとめる計画である。

## 騒音評価の指標

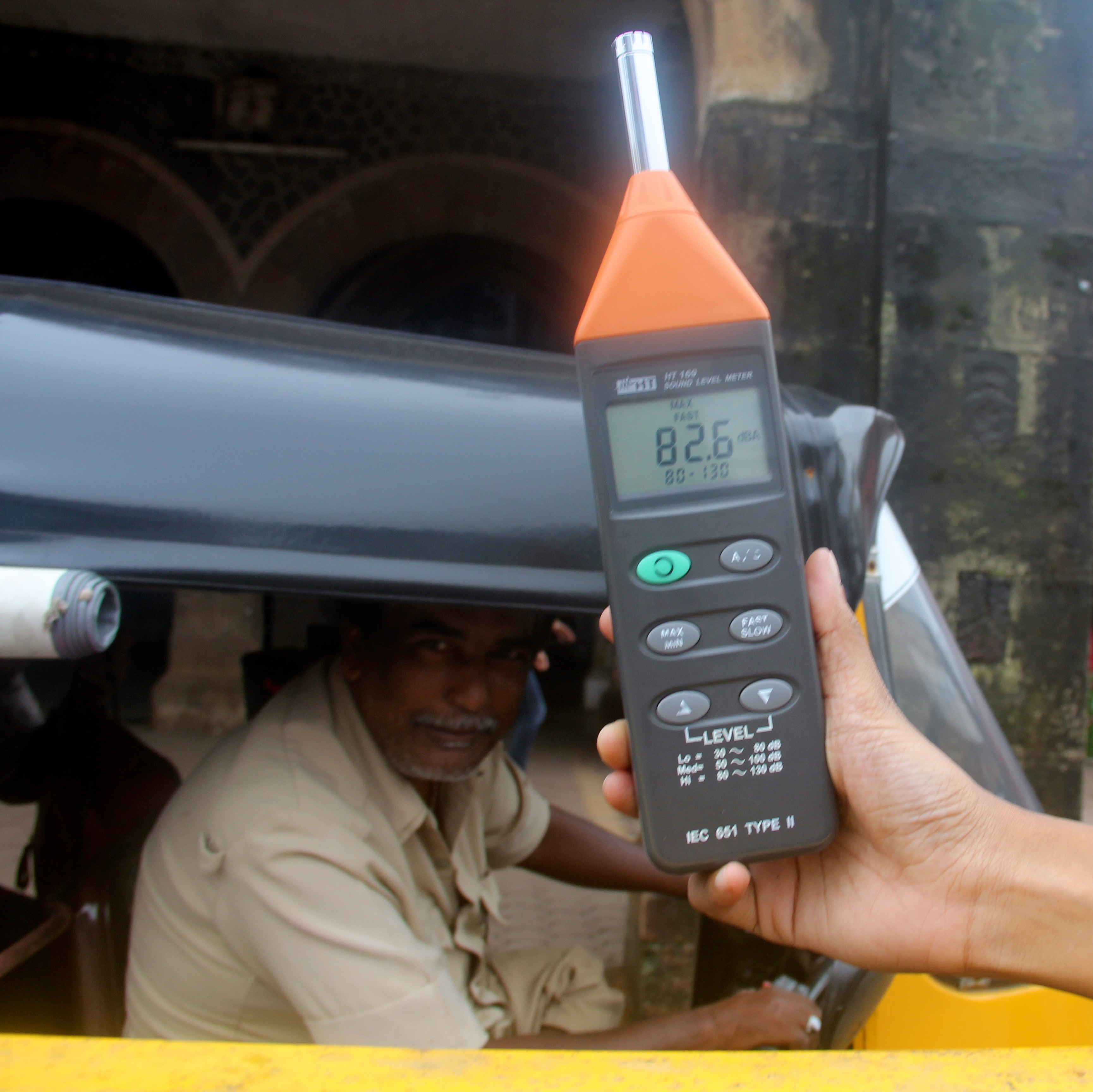
道路における騒音計測

騒音は単なる物理量である音圧では評価できない。その音が人間の脳や聴覚にとってどのように感じられるか(A特性)によって重み付けがなされ、心理量である音の大きさ（ラウドネス）として評価される。その上で最終的に騒音は音圧レベルとしてデシベル（dB）単位で表される。かつては単位に「ホン」も用いられていたが、日本では計量法により1997年9月30日に廃止された。
また、ほとんどの騒音は時間変動するため、変動する騒音レベルを何らかの方法で平均化して騒音値として採用する方法が採られる。「騒音に係る環境基準」では、変動騒音のエネルギー平均値である等価騒音レベル（LAeq)を評価指標としている。航空機騒音の場合は、騒音レベルを元に時間帯などを考慮して再計算された指数「WECPNL」が用いられてきたが、国際的な状況等を受けて2013年4月1日からLdenに移行した。その他、心理的な重み付けの指標としてはアノイアンス(わずらわしさ)がある。

## 騒音の規制
世界保健機関(WHO)は1999年に「環境騒音ガイドライン」を公表し、交通騒音に起因する心疾患について言及している。
欧州WHO事務局は2009年に「欧州夜間騒音ガイドライン」、2011年に「環境騒音による疾病負荷」を公表している。
日本では、騒音公害は、環境基本法により、大気汚染、水質汚濁、土壌汚染、振動、地盤沈下、悪臭とともに典型七公害に含まれている。2014年度には総務省公害等調整員会による公害苦情調査において、件数が大気汚染を抜いて最多事例となった。ただし、公害等調整委員会による苦情件数の集計は自治体に届いた苦情が対象であり、警察が対応した苦情は含まれていない。また、同一発生源に対する苦情は1件として集計されており、我が国での騒音苦情の総数を反映していない。例えば、航空機騒音に対する苦情件数は、毎年300件程度とされているが、厚木海軍飛行場への苦情件数（神奈川県内のみ）だけで毎年5,000件程度の騒音苦情が神奈川県内自治体に寄せられている。
また、騒音規制法では、特定施設を使用する事業場や、特定建設作業に規制基準が、自動車騒音には要請限度が設定されている。

### 特定の行為の規制
- 1976年から就航した旅客機であるコンコルドの騒音は、人間の耳が耐えられる音量の上限約110デシベルを超え、雷鳴の約120デシベルに近い音圧に達した。このため多くの国がコンコルドの乗り入れを禁止または制限することとなり、コンコルドが商業的に失敗に終わる原因の一つとなった[50]。

## 騒音の影響

### 騒音が人体に与える影響
- 記憶低下[51]
- 重度の脳障害[51]
- 認知力の低下[51]
- 精神障害など[51]
- 睡眠妨害[51]
- 心理的不快感、イライラ、ストレス
- 頭痛（頭痛が悪化し嘔吐）

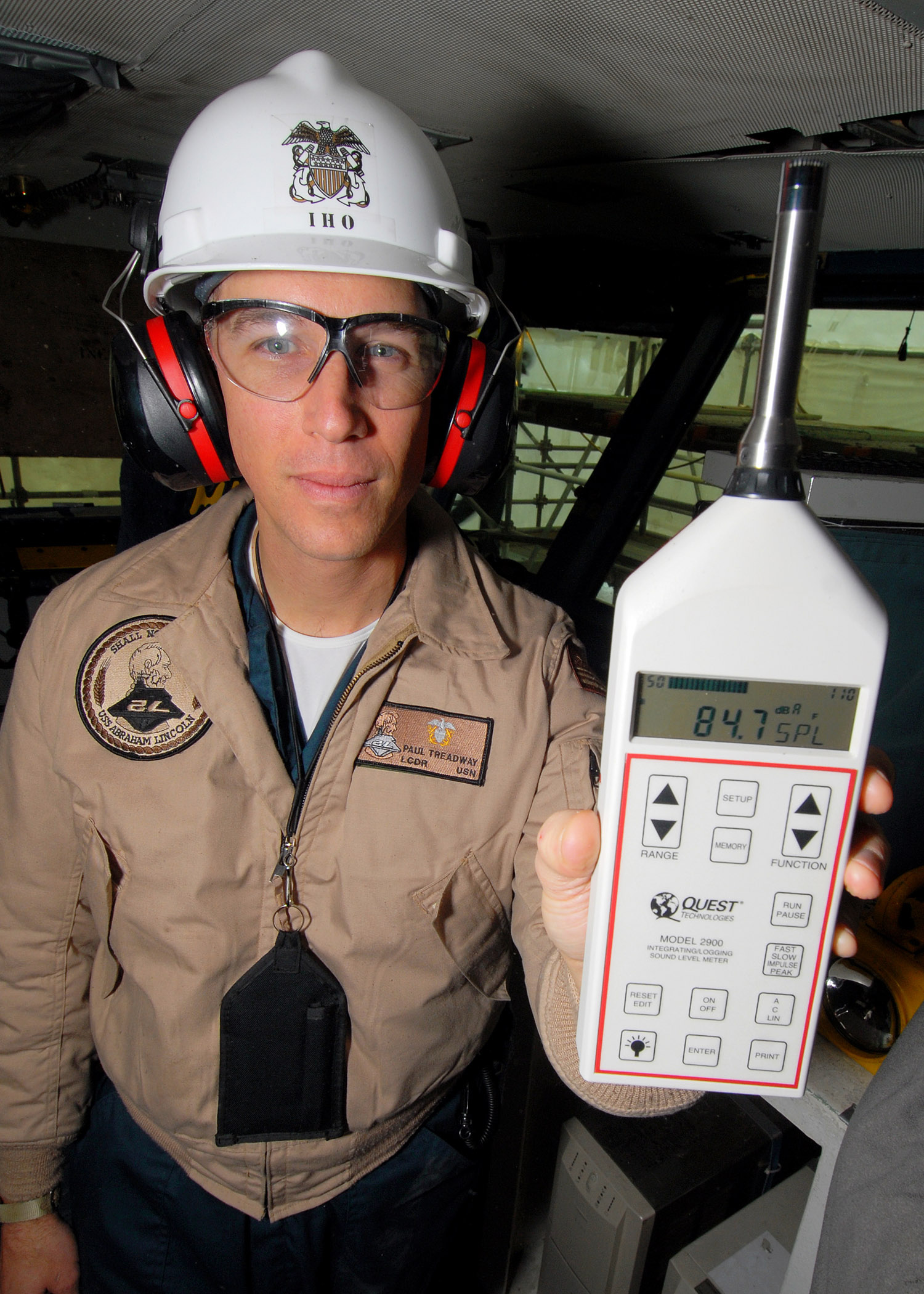
騒音障害防止のため耳当て（イヤーマフ）を着用している

- 難聴（職域における騒音性難聴は労災である）
- 集中力の低下
- 体力の消耗
- 共感覚により身体的衝撃等の音以外の刺激を実際に知覚する
- 感覚の衰退
- 痒み・またはアトピーの悪化
- 視力低下
- 高血圧[52]
- 虚血性心疾患（心筋梗塞・狭心症・動脈硬化症）[52]

### 騒音が生態系に与える影響
風力発電施設の設置をめぐっては、騒音による鳥類の生息環境の悪化、騒音による鳥類の餌資源の逃避・減少への対策が課題となっている。